# Jelisaveta Kulman
Jelisaveta Borisovna Kulman (ryska: Елизавета Борисовна Кульман, tyska: Elisabeth Kulmann), född 17 juli (gamla stilen: 5 juli) 1808 i Narva, död 1 december (gamla stilen: 19 november) 1825 i Sankt Petersburg, var en rysk (balttysk) skald.
Det ovanligt brådmogna barnet behärskade vid 12 års ålder ryska, tyska, engelska, italienska, latin och grekiska. På alla dessa språk författade hon med samma lätthet i formellt hänseende omväxlande dikter. Vid 13 års ålder erkändes hon av Johann Wolfgang von Goethe och Jean Paul som skald, men avled redan vid 17 års ålder på grund av sjukdom. 
I Tyskland och Italien vann Kulman lov för sina skaldestycken på dessa länders språk. Hennes grekiska dikter bar en sådan genuin prägel, att man försökte utge dem för återfunna kväden av Korinna. Hennes ryska dikter publicerades 1833 (nya upplagor 1839, 1841) av kejserliga akademien i Sankt Petersburg. I Tyskland utgavs 1835 hennes Sämmtliche Dichtungen (1835: åttonde upplagan 1857) och 1875 ett urval av dem.